# Fromage de renne

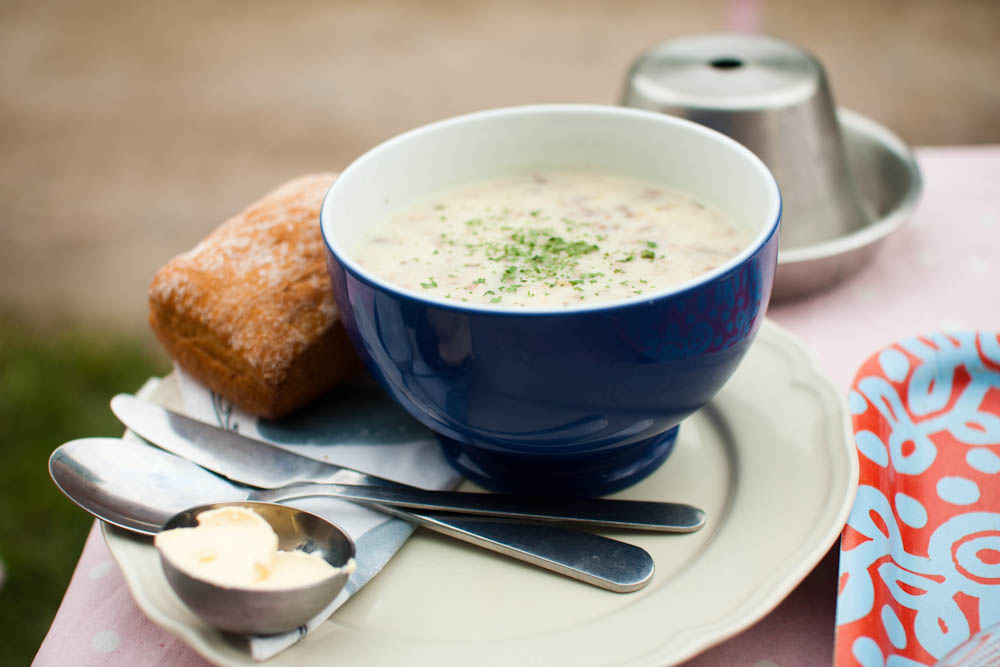
Une soupe au fromage préparée avec du fromage de renne.

Le fromage au lait de renne provient historiquement des pays scandinaves[réf. nécessaire]. On le retrouve aussi chez certains peuples sibériens. Dans le passé, les fromages finlandais modernes comme le leipäjuusto étaient également faits avec du lait de renne. 
Le lait de renne fait partie des laits les plus nutritifs, avec 22 % de matière grasse et 10 % de protéines ; Néanmoins, la femelle du renne ne donne qu'une petite quantité de lait à la traite.

## Description historique
Selon un article de Pure Products publié en 1913 : « Le fromage de renne pourrait être considéré comme le fromage le plus riche de la famille des fromages au lait entier puisque près de la moitié de sa masse est constituée de matière grasse. C'est, en fait, un fromage crémeux. Il est jaune à l'extérieur et blanc à l'intérieur, sauf au voisinage de ses nombreuses fentes où il est également jaune. Quand on le coupe, le blanc tourne rapidement au jaune doré. Son goût est très doux, très crémeux et le fromage fond vraiment facilement dans la bouche avec la bonne saveur du lait de renne ; il devient rance facilement et acquiert alors une forte odeur et un goût de brûlé. »